# Каминский, Артём Марксович
Артём Ма́рксович Ками́нский (род. 1965) — советский и российский актёр. Заслуженный артист России (2000), народный артист России (2013).

## Биография
Родился в семье Каминских Маркса Борисовича, впоследствии директора Челябинской областной филармонии, и Генриэтты Васильевны.
В 1982 году окончил школу в Челябинске.
В 1986 году окончил школу-студию МХАТ (курс А. В. Мягкова). С 1988 года — актёр Центрального академического театра Российской армии.

## Фильмография
- 1986 — Ягуар
- 1987 — Акция
- 1990 — Ныне прославился сын человеческий
- 1991 — Кровь за кровь
- 2002 — Наследник
- 2002 — Маска и душа — Яков Петерс
- 2005 — Две судьбы 2 — Артём